# Toyota Corona
O Corona é um modelo médio/médio-grande fabricado pela Toyota entre 1957 e 2002, vendido em diversos países.

## História
Em 1957 a Toyota lançava o Corona, um sedã de porte médio, para alçar novos voos além do Japão. O alvo principal era o mercado americano, onde os automóveis orientais não eram comuns, ainda. A primeira geração (1957-1960) foi fabricada apenas no Japão e possuía motor 1.0L, 4 cilindros, com 3,91m de comprimento. Vendido em diversos países asiáticos e na Europa, esta geração não esteve presente, oficialmente, nos Estados Unidos. A segunda geração (1960-1964) foi apresentada com avanços mecânicos e de conforto, visando auxiliar a Toyota num momento crônico para a companhia nos EUA. Em tempos de gasolina barata, carros econômicos não eram vistos com bons olhos pelos consumidores daquele país. Fabricado no Japão e na Austrália, o Corona de 2ª geração possuía motores maiores (1,4L e 1,8L), porém mantinha os mesmos 3,9m da geração anterior, sendo considerado um carro "compacto" para os padrões americanos da época. As vendas não foram como o esperado, porém o automóvel serviu para expor mais a Toyota naquele país.
Em sua terceira geração (1964-1970), a Toyota focou expansão em novos mercados, passando a produzir o Corona na Coreia do Sul e na Nova Zelândia, adicionalmente aos países que já o fabricavam. O modelo sedã possuía agora 4,1m e vinha com diversas opções de motores, entre 1.1L até 1.8L. Nesta geração foram lançadas a versão perua e a versão picape leve. Em sua quarta geração (1970-1973) o Corona finalmente estabeleceu-se nos Estados Unidos, através da crise do petróleo de 1973 e das melhorias providenciadas pela engenharia japonesa, como transmissão manual de 5 marchas, opcional à automática de 3 marchas (de série) e o motor 2.0L, mais adequado às exigências dos consumidores americanos e consideravelmente mais econômico que os de 6 e 8 cilindros locais. Sua versão Coupé de 2 portas obteve relativo sucesso. A quinta geração (1973-1979) do Corona foi responsável por trazer diversos outros concorrentes nipônicos aos Estados Unidos, uma vez que a alta dos preços do petróleo tornou-se permanente e as montadoras americanas enfrentavam dificuldades em obter carros mais econômicos sem perder tanto o desempenho. Foi visando este mercado que a Honda trouxe o Accord em 1976 - veículo que tornaria-se líder de vendas naquele país nas décadas seguintes; e a Subaru trouxe o DL (que seria substituído nos anos 80 pelo Legacy. Nesta geração o Corona apresentou diversos aprimoramentos, como catalisador de emissões e injeção eletrônica de combustível (primitiva, se comparada aos sistemas atuais).
Na sexta geração (1979-1983), o Corona apresentou a transmissão automática com 4 velocidades, mantendo contudo a opção pela versão com 3 marchas. O tamanho crescia para 4,4m e uma nova opção de motor, com 2.4L, era introduzida na linha. Houve também a apresentação de uma versão hatchback de 4 portas, numa ofensiva da Toyota para manter-se presente à todas as demandas apresentadas. Contudo, as dimensões maiores do Honda Accord já afetavam as vendas do Corona, não apenas nos Estados Unidos, mas também na Austrália, onde veículos maiores eram tão ou mais eficientes e custavam o mesmo valor. Foi nesta época que a Toyota observou a necessidade de apresentar um veículo maior, o Camry, que havia sido lançado em 1976 no Japão, mas até então não estava presente nos mercados americano e australiano. Contudo, nos Estados Unidos, não haveria a possibilidade de convivência dos dois automóveis juntos, uma vez que a Toyota temia uma canibalização interna - da qual a concorrência, agora acrescida da Mazda, Mitsubishi e outras; poderia se aproveitar. Deste modo, o Camry foi apresentado em 1980 nos Estados Unidos e o Corona deixou aquele mercado em 1982, continuando à venda no restante do mundo.
A sétima (1983-1987), oitava (1983-1987 - apenas para a Europa) e nona (1987-1992) gerações tiveram como foco de vendas o mercado asiático e a Europa (caso da 8ª geração, exclusiva para aquele continente). As dimensões mantiveram-se entre 4,3m e 4,5m e os motores mantiveram as mesmas opções anteriores de cilindrada, variando entre 1.5L e 2.0L (a versão 2.4L era exclusiva para os EUA). Foi na 8ª geração, desenvolvida exclusivamente para a Europa, que o Corona ganhou o nome de Carina, mantendo-o até sua aposentadoria, em 2002. Uma das mais conhecidas, a décima geração (1992-1998) foi fabricada em vários países, como Inglaterra, Indonésia e Filipinas, além dos tradicionais polos produtores. Possuía motores 1.8L e 2.0L e dimensões que variavam entre 4,5m (sedã) e 4,7m (perua). Foi nesta geração que o Corona deixou de ser produzido no Japão, tendo sido substituído pelo Toyota Premio, que continua em produção até os dias atuais. Foi baseada no Toyota Carina - nascido a partir da 7.ª geração do Corona e cujos projetos foram evoluindo diferentemente do antecessor - que a Toyota lançou a atualização para a 10.ª geração do Corona, a última que o modelo teve. Ela foi lançada em 1998 e permaneceu até 2002, quando o modelo foi descontinuado; sem ter um sucessor apresentado em vários mercados. A aproximação de tamanho entre as diferentes gerações dos modelos Corolla e Camry foram responsáveis pelo estrangulamento da faixa de atuação do Corona.

## No Brasil
O Corona foi apresentado no Brasil em 1993, em sua décima geração, como importado. Trazido apenas na configuração sedã, com motor 2.0L, oferecia transmissão automática de 4 marchas, air-bag duplo e outros equipamentos de conforto, disponibilizando freios ABS, cambio manual e teto-solar como opcionais. Em 1998 recebeu a mesma atualização dada ao Carina, e foi vendido no Brasil até 2000, quando o foco da companhina nipônica tornou-se o Corolla, cuja produção havia sido nacionalizada em 1998.

## Galeria

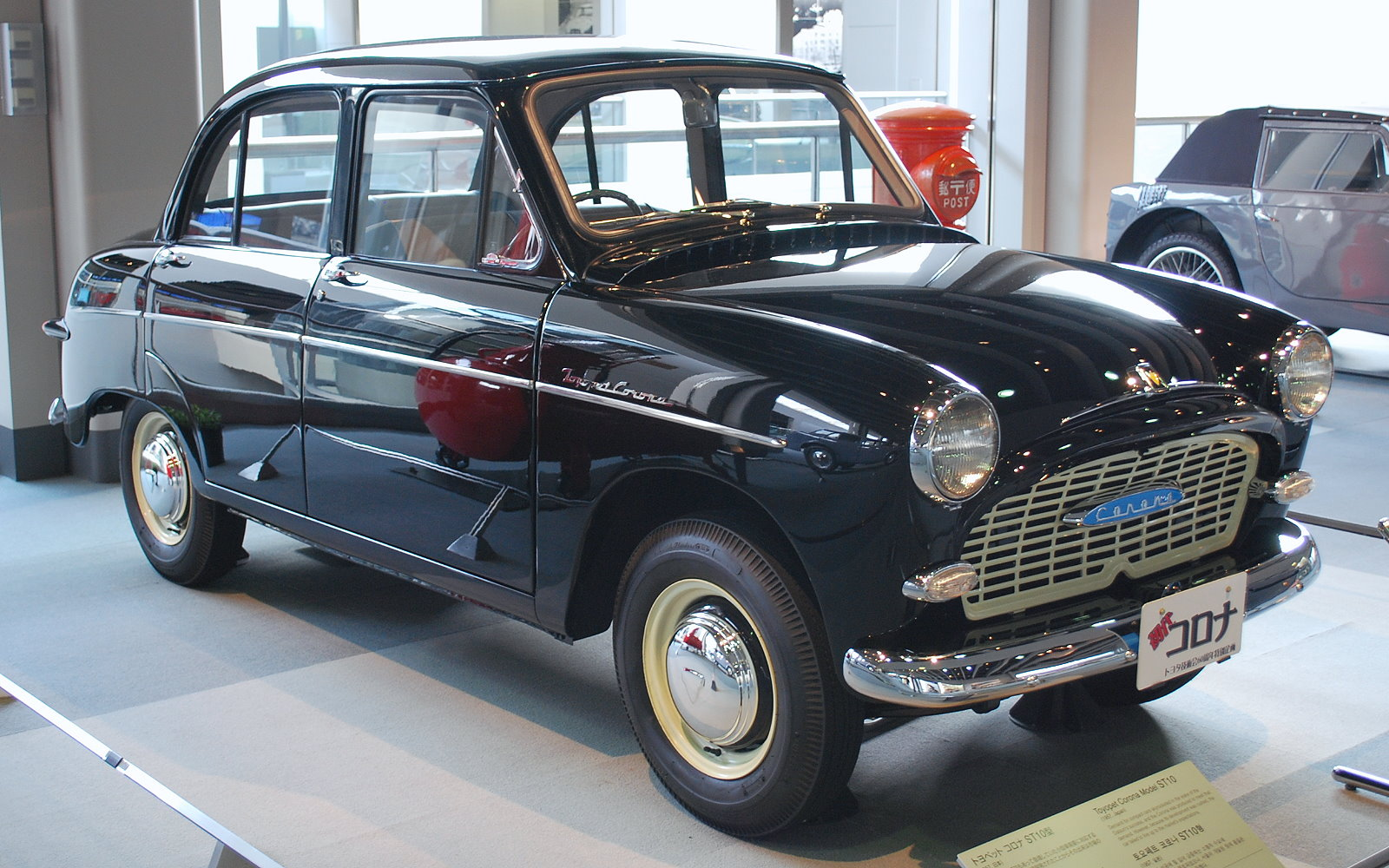
Primeira geração (1957-1960)
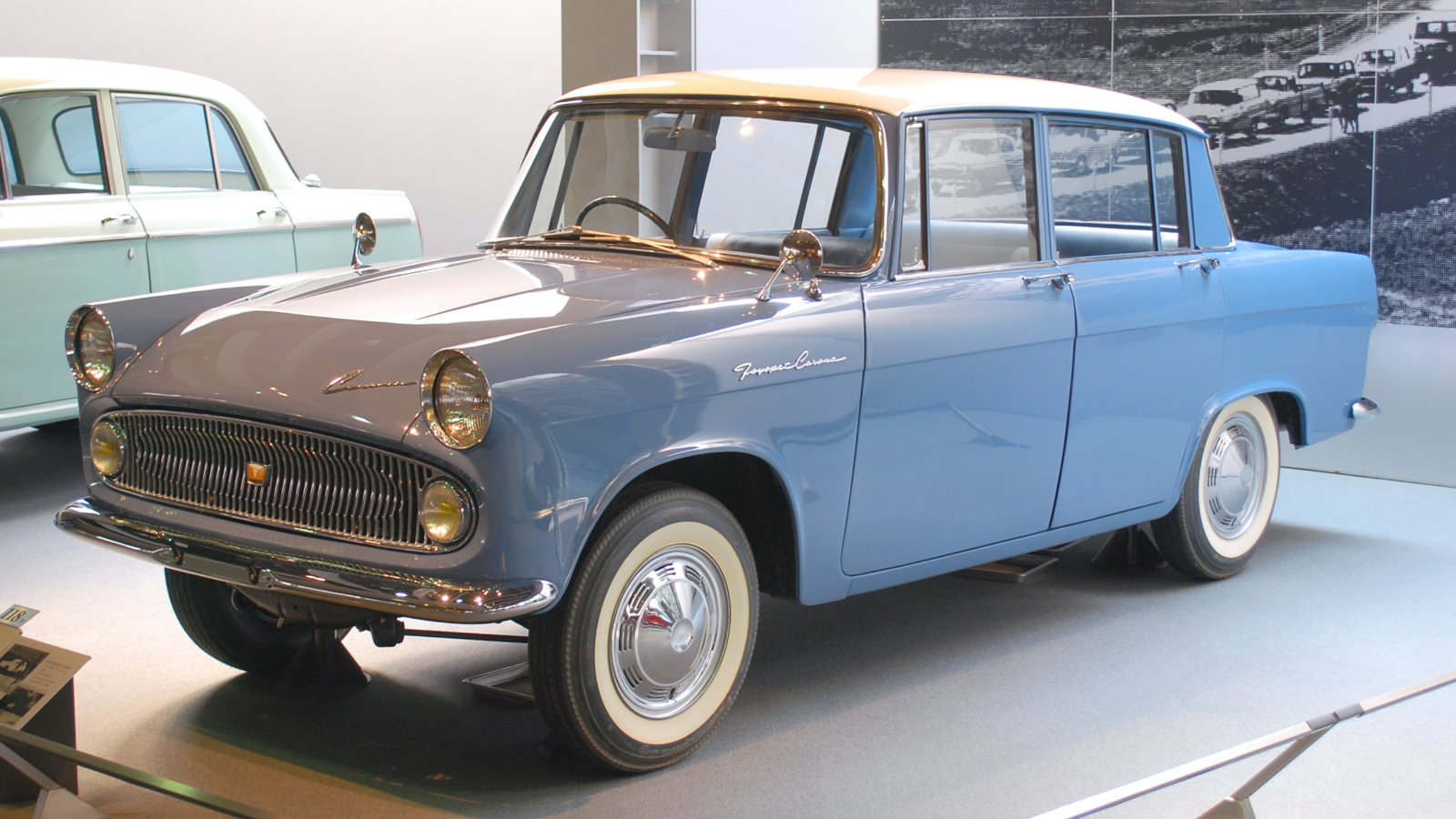
Segunda geração (1960-1964)
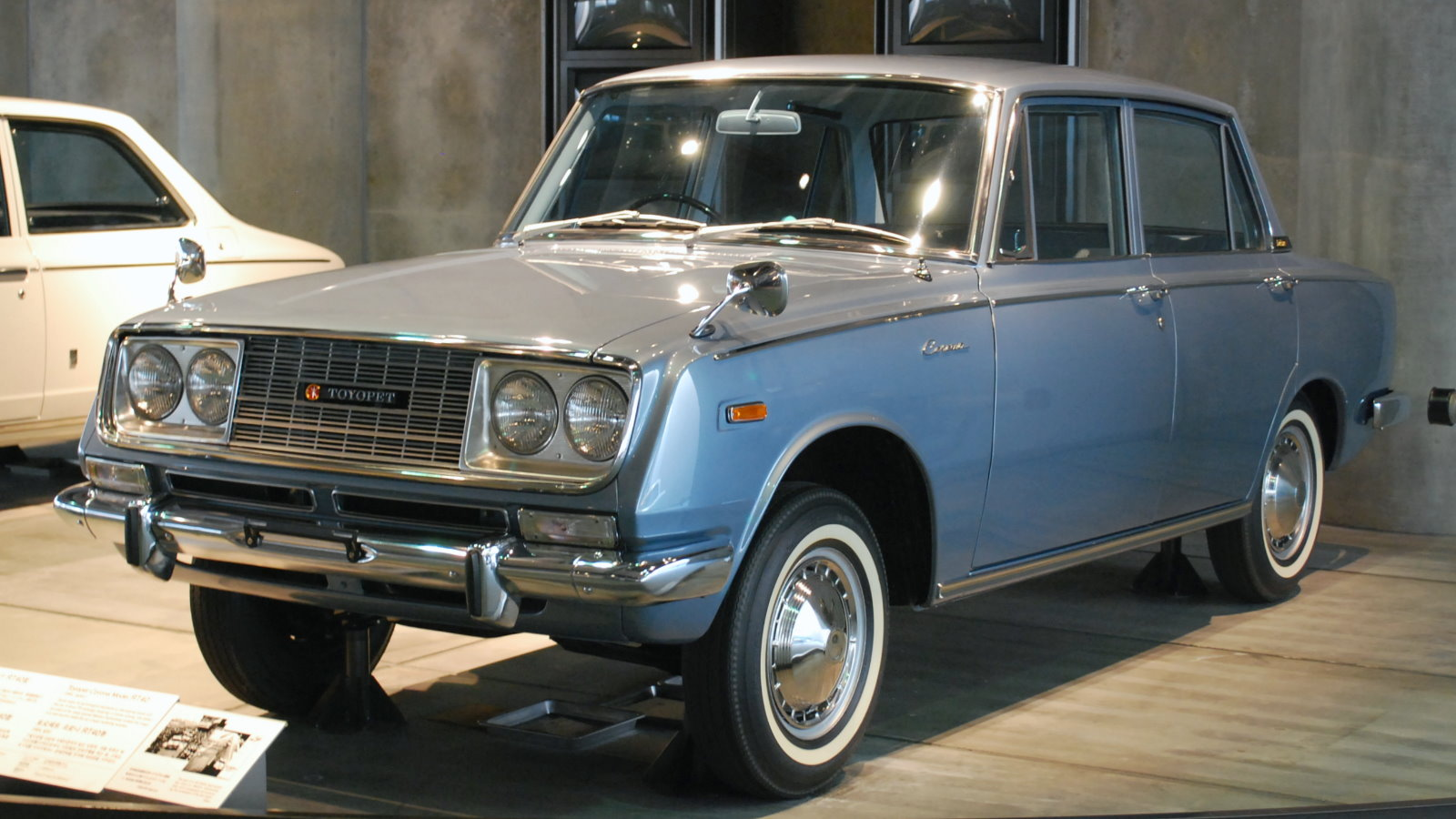
Terceira geração (1964-1970)
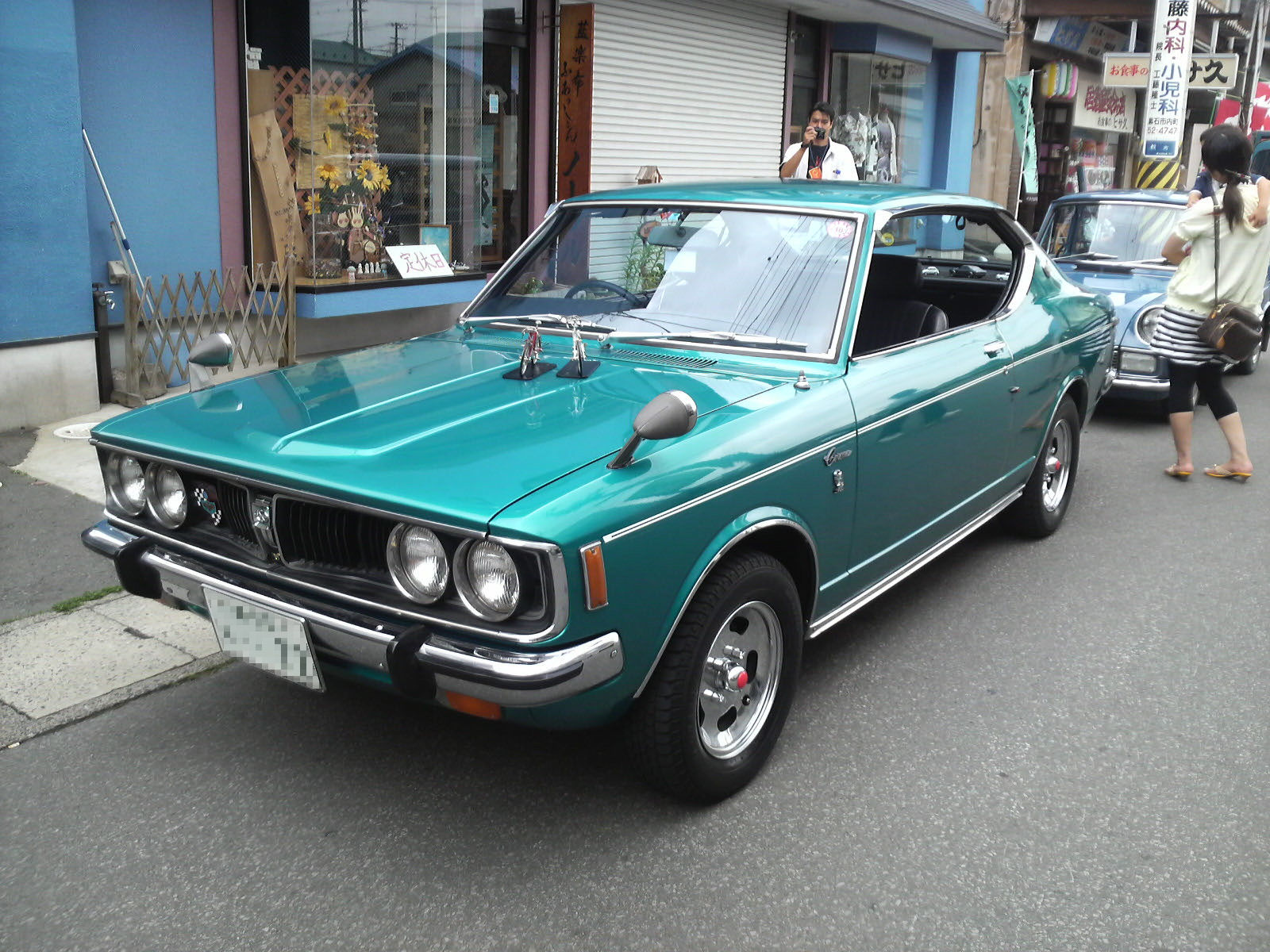
Quarta geração (1970-1973)
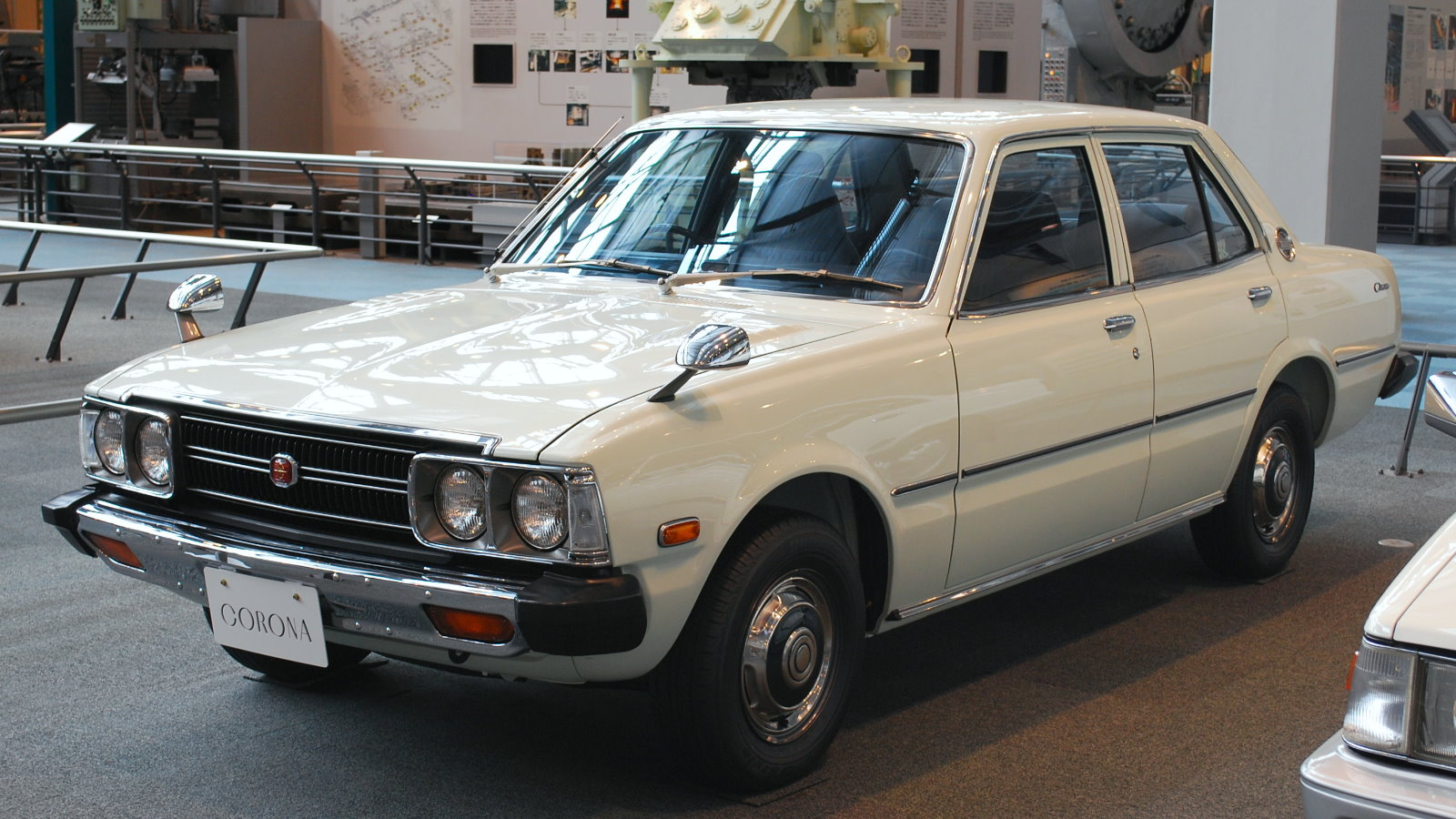
Quinta geração (1973-1979)
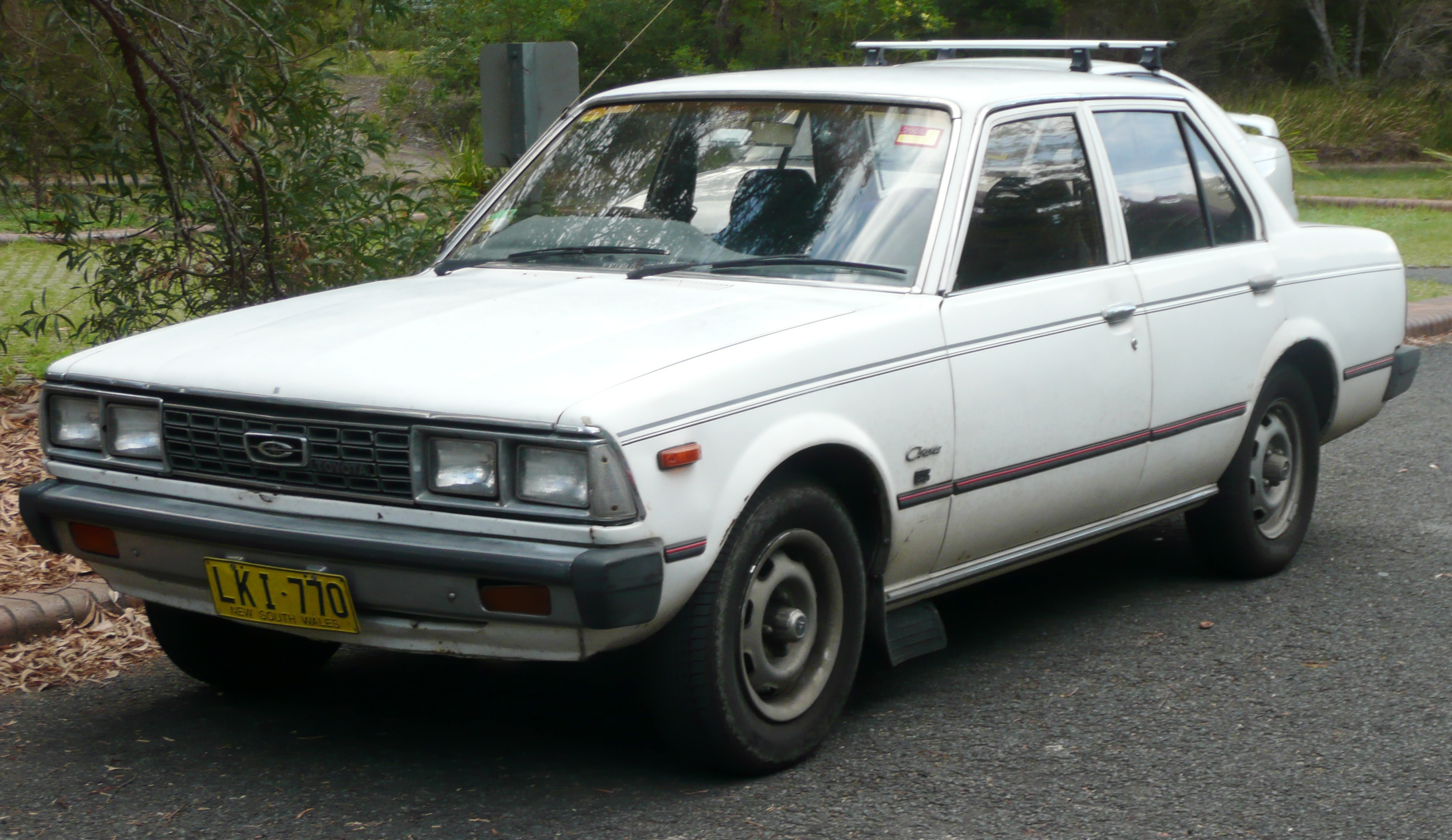
Sexta geração (1979-1983)
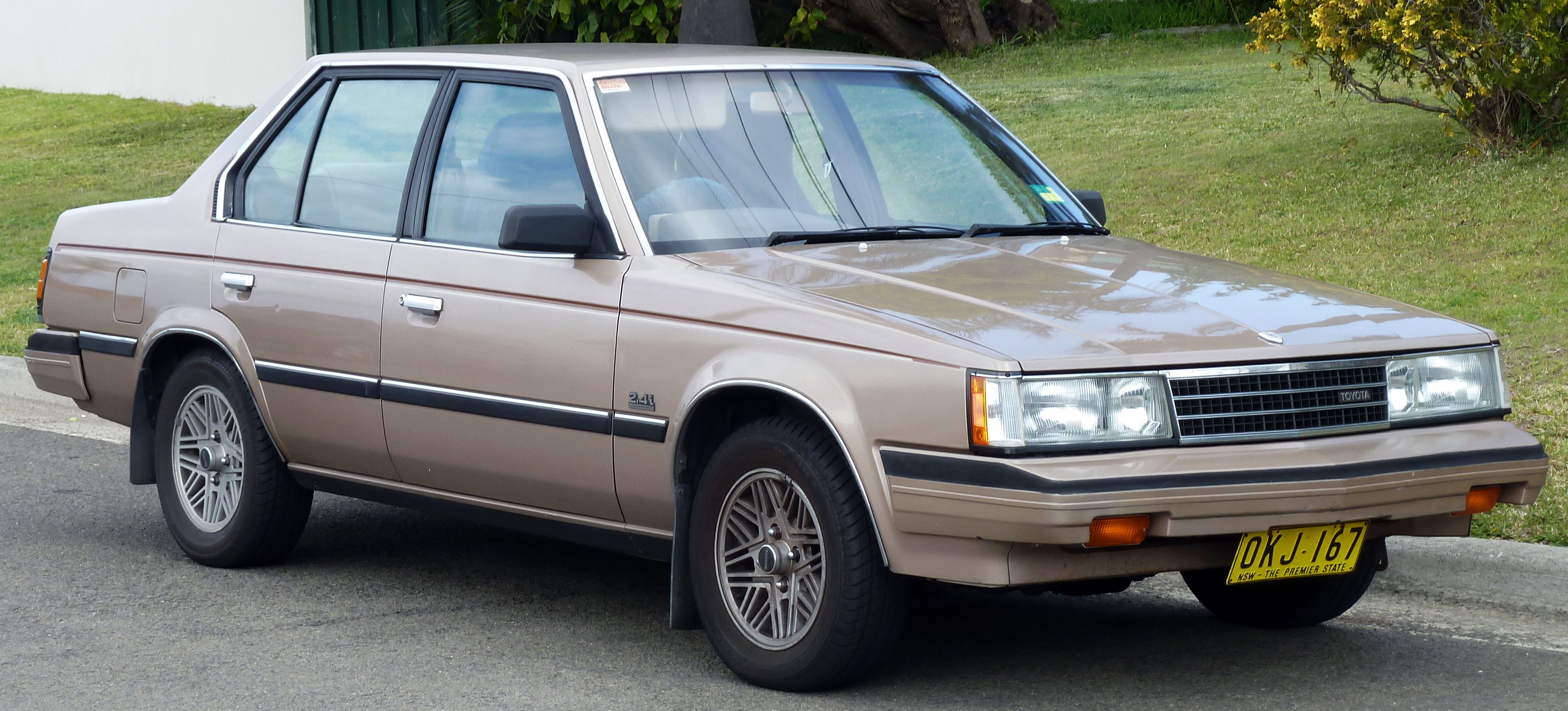
Sétima geração (1983-1987)
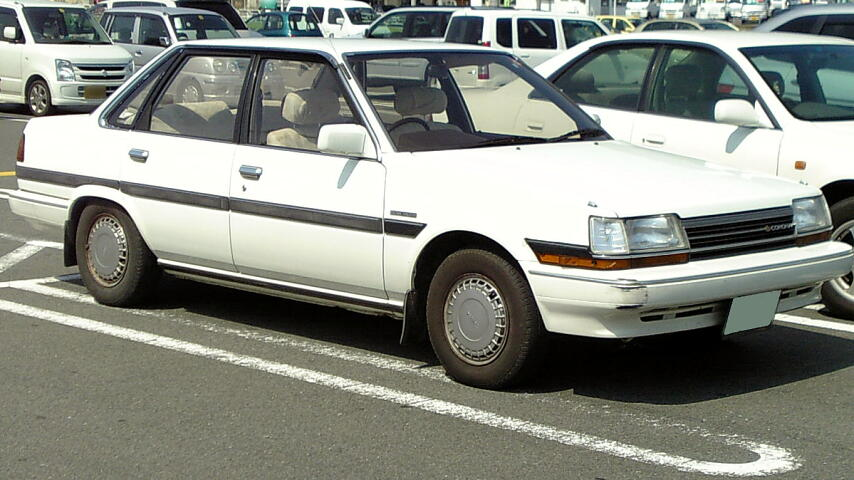
Oitava geração(exclusiva para a Europa) (1983-1987)
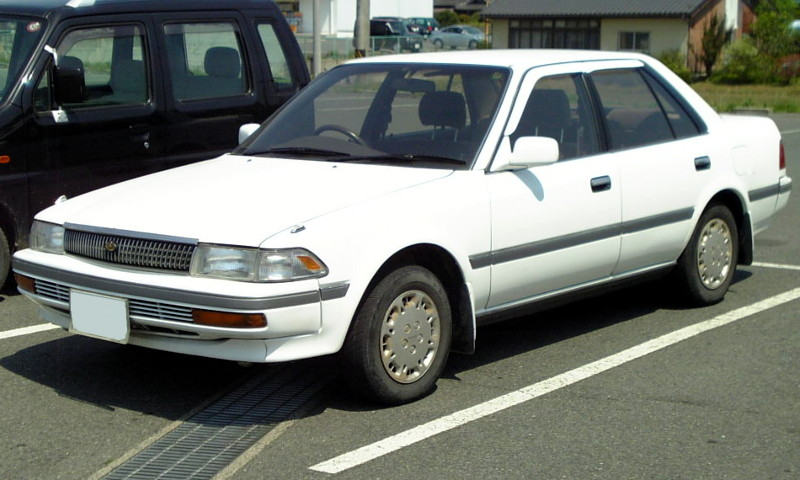
Nona geração (1987-1992)
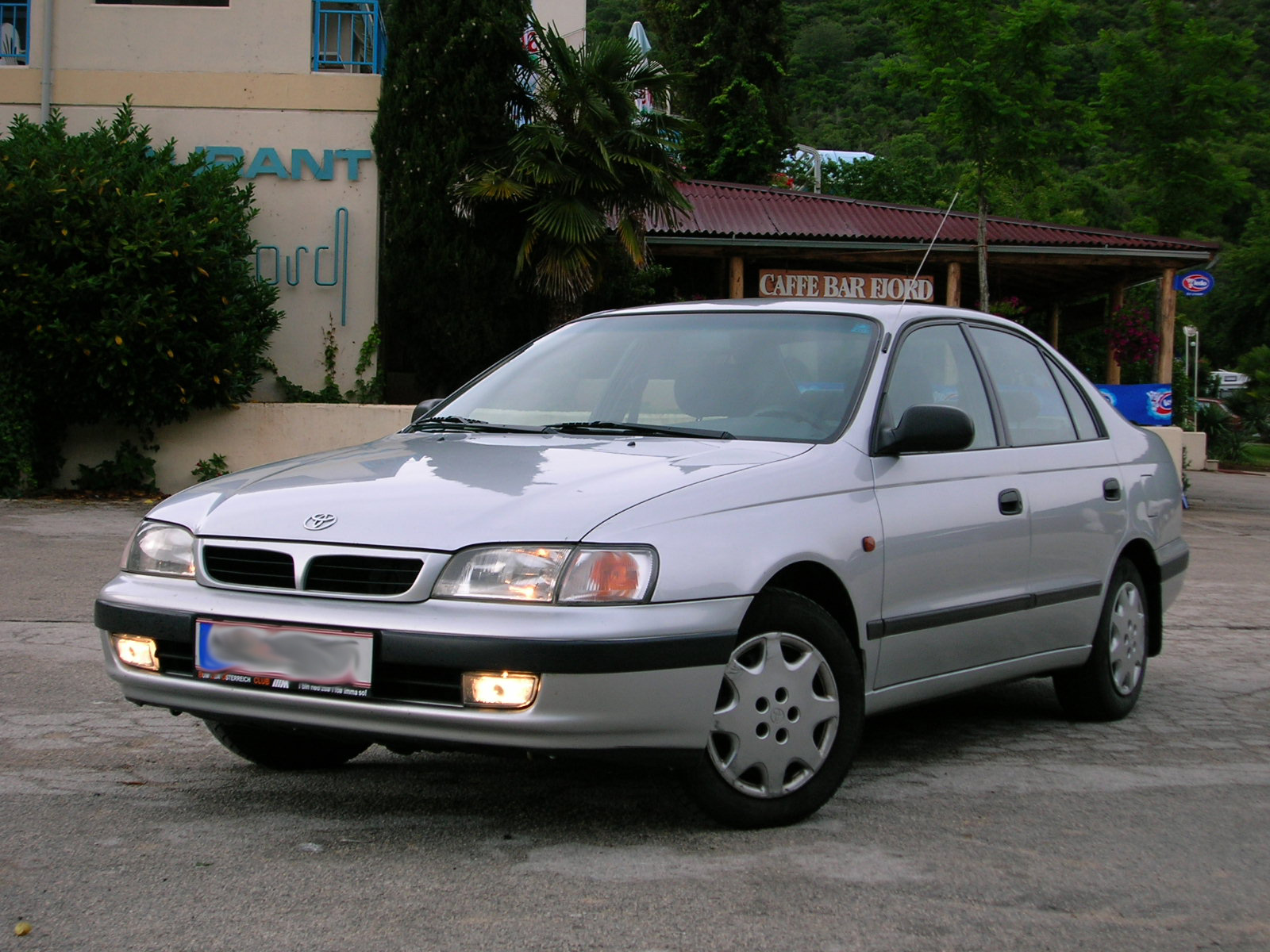
Décima geração (1992-1998)
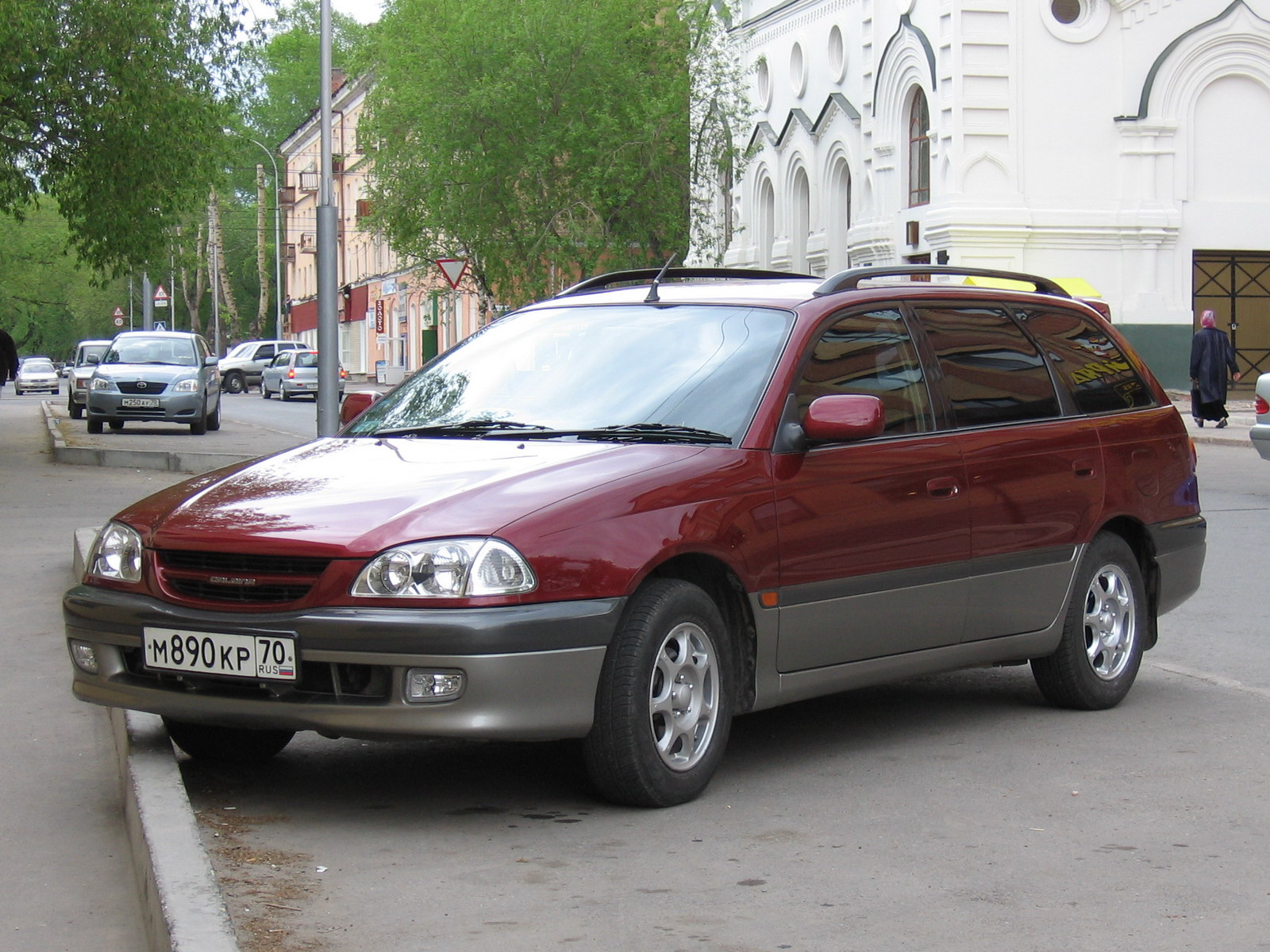
Toyota Carina, vendido como Corona em alguns mercados (1998-2002)